# Twierdzenie Hardy'ego
Twierdzenie Hardy’ego dotyczy właściwości funkcji holomorficznych.
Niech {\displaystyle f} będzie funkcją holomorficzną na otwartej kuli o środku w zerze i promieniu {\displaystyle R} na płaszczyźnie zespolonej i załóżmy, że {\displaystyle f} nie jest funkcją stałą. Jeżeli zdefiniujemy
{\displaystyle I(r)={\frac {1}{2\pi }}\int _{0}^{2\pi }\!\left|f(re^{i\theta })\right|\,d\theta }
dla {\displaystyle 0<r<R,} wtedy {\displaystyle I(r)} będzie rosnącą i wypukłą funkcją {\displaystyle \ln(r)}.